# Список населённых пунктов Шенкурского района
*Административные центры указаны жирным шрифтом
- Муниципальное образование «Верхоледское»
  - Булавинская
  - Володская
  - Дывлевская
  - Ивлевская
  - Лапухинская
  - Осиевская
  - Паскандская
  - Поташевская
  - Раковская
  - Уколок
  - Хомутинская
- Муниципальное образование «Верхопаденьгское»
  - Артемьевская
  - Архангельская
  - Бельневская
  - Вяткинская
  - Горбачевская
  - Зенкинская
  - Ивановское
  - Калиновская
  - Керзеньга
  - Киселевская
  - Купуринская
  - Левковская
  - Лосевская
  - Наволок
  - Остахино
  - Погорельская
  - Подсосенная
  - Поташевская
  - Степановская
  - Часовенская
  - Юрьевская
- Муниципальное образование «Никольское»
  - Арефинская
  - Бараковская
  - Васильевская
  - Водопоевская
  - Выселок Фрушинский
  - Глубышевская
  - Гребеневская
  - Ивановская
  - Красковская
  - Кузнецовская
  - Кузьминская
  - Медведевская
  - Никольский Погост
  - Петровская
  - Прилукская
  - Родионовская
  - Романовская
  - Семёновская
  - Спасское
  - Тюхневская
  - Федотовская
  - Чащинская
  - Шипуновская
  - Шульгинская
  - Шульгинский Выселок
  - Якуровская
- Муниципальное образование «Ровдинское»
  - Аксеновская
  - Акулонаволоцкая
  - Андреевская
  - Бараковская
  - Барановская
  - Болкачевская
  - Боровская
  - Волковская
  - Высокая Гора
  - Голенищенская
  - Демидовское
  - Дурневская
  - Ереминская
  - Желтиковская
  - Жильцовская
  - Забейновская
  - Запаковская
  - Затуйская
  - Захаровская
  - Исаевская
  - Кабановская
  - Камешник
  - Клементьевская
  - Кокочинская
  - Константиновская
  - Копеецкая
  - Кревцовская
  - Леоновская
  - Макаровская
  - Митинская
  - Михайловская
  - Никольская
  - Никольская
  - Новиковская
  - Носовская
  - Палыгинская
  - Пахомовская
  - Плесо
  - Порожская
  - Ровдино
  - Рудинская
  - Сараевская
  - Серебреница
  - Синцовская
  - Степачевская
  - Стуковская
  - Трубинская
  - Тушевская
  - Тырлинская
  - Ушаковское
  - Фёдоровская
  - Филипповская
  - Фоминская
  - Чекмаревская
  - Щебневская
  - Югрютинская
- Муниципальное образование «Сюмское»
  - Ермолинская
  - Клемушино
  - Куликовская
  - Леховская
  - Нижнелукинская
  - Павловская
  - Пентюгинская
- Муниципальное образование «Тарнянское»
  - Анисимовская
  - Боровинская
  - Давыдовская
  - Зуевская
  - Ивановская
  - Кульковская
  - Лепшинская
  - Пакшинская
  - Рыбогорская
  - Степановская
  - Уксора
  - Фоминская
  - Шульгинская
  - Якуровская
- Муниципальное образование «Усть-Паденьгское»
  - Алешковская
  - Березник
  - Васильевская
  - Васильевская
  - Голыгинская
  - Горская
  - Деминская
  - Жилинская
  - Климовская
  - Кривоноговская
  - Лионовская
  - Лодыгинская
  - Максимовская
  - Михайловская
  - Недниковская
  - Овсянниковская
  - Осиновская
  - Павловская
  - Подгорная
  - Рохмачевская
  - Таруфтинская
  - Тронинская
  - Усть-Паденьга
  - Федунинская
  - Шелашский
  - Шиловская
- Муниципальное образование «Федорогорское»
  - Артюгинская
  - Аршутинская
  - Бобыкинская
  - Ванихинская
  - Васильевская
  - Власьевская
  - Дмитриевская
  - Кирилловская
  - Климово-Заборье
  - Копалинская
  - Кроминская
  - Левачево-Ельцево
  - Логиновская
  - Нестеровская
  - Никифоровская
  - Нюнежская
  - Покровская
  - Рогачевская
  - Россохи
  - Сергеевская
  - Сметанино
  - Смотраковская
  - Филиппово-Кичинская
  - Юрьевская
- Муниципальное образование «Шахановское»
  - Жернаковская
  - Заберезовская
  - Монастырская
  - Нагорная
  - Носовская
  - Стрелка
  - Шахановка
- Муниципальное образование «Шеговарское»
  - Абакумовская
  - Абрамовская
  - Андриановская
  - Антипинская
  - Антроповская
  - Беркиевская
  - Бурашевская
  - Водокужская
  - Гришинская
  - Журавлевская
  - Игнашевская
  - Кобылинская
  - Колобовская-1
  - Коромысловская
  - Красковская
  - Красная Горка
  - Кроповская
  - Кувакинская
  - Леушинская
  - Литвиновская
  - Логиновская
  - Макушевская
  - Мальчугинская
  - Медлеша
  - Михеевская
  - Наум-Болото
  - Нерезьма
  - Павликовская
  - Павловская
  - Песенец
  - Пищагинская
  - Пушка
  - Самотворская
  - Селезневская
  - Сенчуковская
  - Степычевская
  - Стеховская
  - Фадеевская
  - Чаплинская
  - Черепаха
  - Чушевская
  - Шеговары
  - Яковлевская
- Муниципальное образование «Шенкурское»
  - Усадьба лесхоза
  - Шенкурск
- Муниципальное образование «Ямскогорское»
  - Букреевская
  - Данковская
  - Захаровская
  - Зеленинская
  - Князевская
  - Корбала
  - Красная Горка
  - Красная Горка
  - Кузелевская
  - Леушинская
  - Лихопуровская
  - Марковская
  - Нижнезолотилово
  - Никифоровская
  - Одинцовская
  - Пенигеевская
  - Степинская
  - Федьковская